# Sanggendalai (socken i Kina, lat 42,23, long 109,35)
Sanggendalai (kinesiska: 桑根达来, 桑根达来苏木) är en socken i Kina. Den ligger i den autonoma regionen Inre Mongoliet, i den norra delen av landet, omkring 250 kilometer nordväst om regionhuvudstaden Hohhot.
Genomsnittlig årsnederbörd är 301 millimeter. Den regnigaste månaden är juni, med i genomsnitt 60 mm nederbörd, och den torraste är januari, med 1 mm nederbörd.